# Sabbiatura (tecnologia)

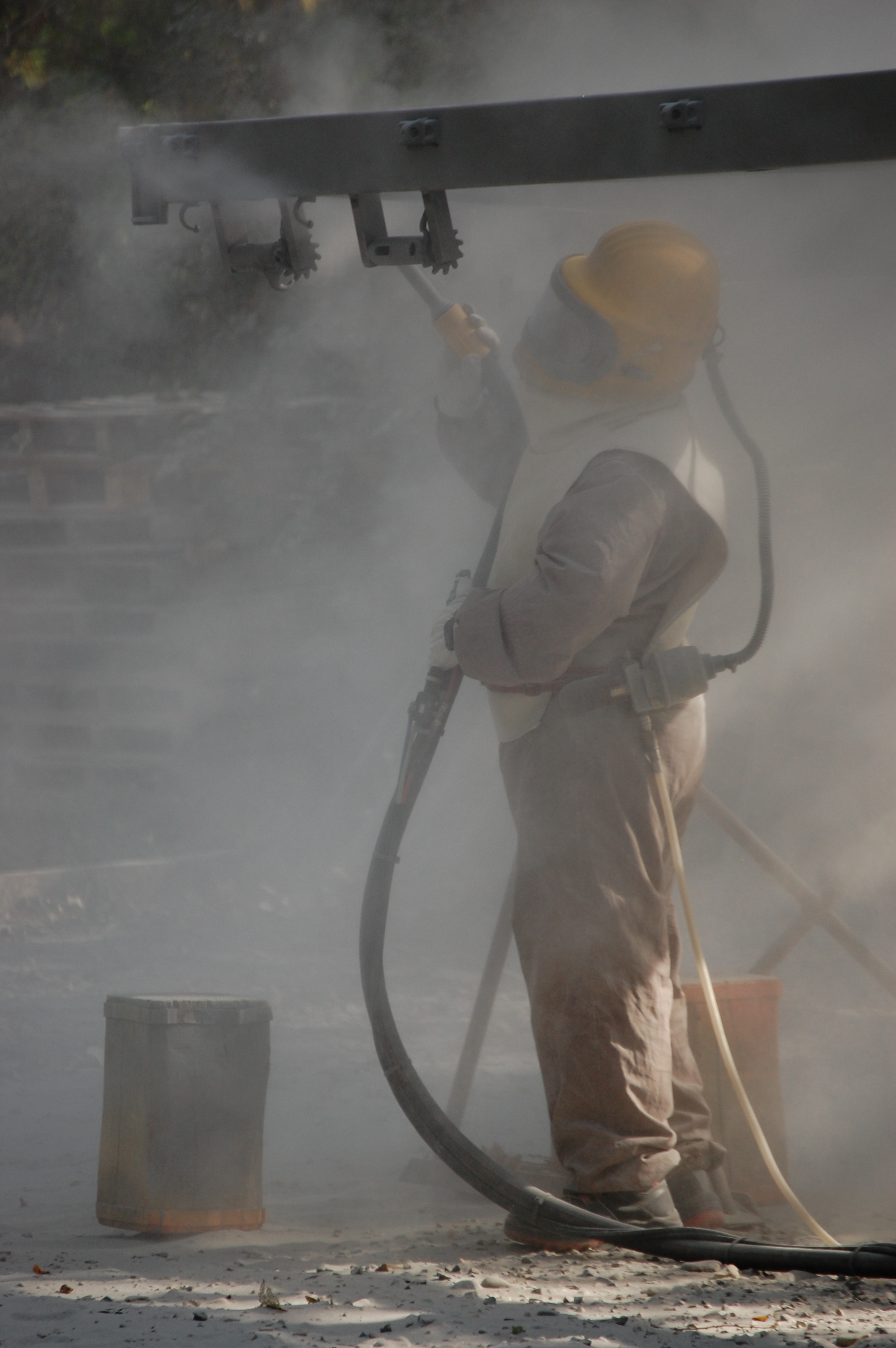
Sabbiatore al lavoro su un telaio per autocamion

La sabbiatura è un procedimento meccanico con il quale si erode la parte più superficiale di un materiale tramite l'abrasione dovuta a un getto di sabbia e aria.
L'impiego di gran lunga più frequente è quello per la pulizia superficiale di metalli, tuttavia può essere usata anche per l'incisione di iscrizioni e immagini su marmo e pietre.

## Descrizione
In campo meccanico la sabbiatura è un procedimento intermedio al ciclo di lavorazione del prodotto, solo raramente viene effettuato come operazione finale. Lo strato asportato può essere ossido, vernice, calcificazioni, un rivestimento galvanico o plastico, ecc. Al termine dell'operazione il materiale sottostante allo strato rimosso risulta completamente scoperto e con rugosità dipendente dalla grandezza della graniglia utilizzata e dalla pressione del getto, ma comunque molto accentuata in confronto ai valori tipici delle lavorazioni meccaniche. La sabbiatura risulta quindi uno dei procedimenti preferiti per preparare il pezzo alla successiva verniciatura.
La sabbiatura viene effettuata tipicamente su acciaio, ghisa, leghe metalliche in genere, legname, ceramiche, pietre e marmi; sia per impiego industriale meccanico che edilizio. 
La sabbiatura è utilizzata anche per la distruzione dei dati contenuti negli hard disk o nei CD-ROM. Si tratta di uno dei metodi più sicuri per evitare che particolari programmi possano recuperare i dati dal supporto danneggiato. Dopo aver terminato le registrazioni contabili delle transazioni eseguite, le banche effettuano periodicamente una sabbiatura dei CD che memorizzano le transazioni finanziarie.

## Tipi di lavorazione
La sabbiatura si divide in 3 classi di lavorazione dette Sa2, Sa2.5, Sa3: 
- Sa2 o spolverata: la superficie appare priva di residui estranei ma di colore scuro non uniforme
- Sa2.5 o commerciale: la superficie si presenta perfettamente pulita di colore uniforme
- Sa3 o incisione: la superficie perfettamente pulita presenta molteplici incisioni di colore uniforme, che in alcuni materiali (per esempio il ferro) risultano lucide.

## Attrezzatura
La sabbiatura può essere eseguita sia in spazi aperti che in piccole vasche appositamente dedicate. Queste ultime sono chiuse superiormente da una lastra di plexiglas o comunque di materiale trasparente, e nelle quali l'operatore (sabbiatore) può inserire solo le braccia avvolte da guanti solidali alla vasca. La sabbiatura in vasca è applicabile solo per i trattamenti meno invasivi e su pezzi di piccole dimensioni, infatti necessita di macchinari con prestazioni inferiori.
Il getto di sabbia e aria è prodotto e convogliato tramite tre componenti fondamentali: il compressore, la sabbiatrice e l'ugello (o eventualmente la pistola).
- Compressore: è una macchina che comprime aria in un serbatoio dal quale si produce il getto d'aria, tramite apertura della valvola di sfogo. È composto principalmente da motore (elettrico se l'impianto è di piccole dimensioni, altrimenti a combustione interna), dal compressore (solitamente a vite o a pistoni) e dal serbatoio. Per la sabbiatura non è necessario produrre una forte pressione, ma è preferibile disporre di una portata elevata (per un impianto medio-grande si producono circa 7 bar e 1400 l/min).
- Essiccatore: è un dispositivo ausiliare composto da un frigorifero interposto tra il motocompressore e la sabbiatrice, il quale abbassa la temperatura dell'aria prodotta fino a 5 gradi centigradi discernendo le particelle di condensa e raccogliendole nel serbatoio al suo interno. Una valvola temporizzata opportunamente programmata scarica l'acqua raccolta. Questo dispositivo consente una lavorazione migliore specialmente nei casi si sabbiatura depressurizzata su supporti prevalentemente di recupero edilizio, sia pavimenti in cotto, scale in granito, mandolate in cotto (aerazione per capanne tipica toscana) e quant'altro necessiti un intervento poco invasivo.

- Sabbiatrice: è un dispositivo che permette la miscelazione di sabbia nel getto d'aria uscente dal compressore e ne regola le proporzioni. La sabbiatrice è composta principalmente da:
  - serbatoio: di forma cilindrica superiormente e conica inferiormente (simile ad alcune clessidre), al suo interno si deposita la sabbia da miscelare nel getto d'aria.
  - bocca di miscelazione: posta in fondo al serbatoio, contiene una valvola che dosa la giusta quantità di sabbia da rilasciare nel getto d'aria che scorre a valle della stessa.
  - circuito di comando: generalmente pneumatico, consente all'operatore di aprire e chiudere la mandata di aria/sabbia in pressione. In certi casi consente anche di comandare un circuito (anch'esso pneumatico) destinato a liberare il condotto di miscelazione qualora questo si intasi.

- Ugello-Pistola: è la parte terminale del tubo che convoglia la miscela aria/sabbia in arrivo dalla sabbiatrice. Consente all'operatore di direzionare il getto sulle zone da ripulire e di avviare/arrestare la fuoriuscita del getto dalla sabbiatrice. Data l'elevata abrasività della miscela, la sua parte terminale è costituita da un cilindro di carburo di tungsteno o di carburo di boro.

### Dispositivi di Protezione Individuale (dpi)
La sabbiatura è un'operazione discretamente pericolosa: il getto di aria e sabbia che raggiunge direttamente parti scoperte del corpo incide la pelle, la abrade e può “incastonare” la graniglia utilizzata nella pelle e nei tessuti sottostanti creando forte dolore, infezioni e lesioni varie; anche gravi.

Se non si utilizza la vasca di sabbiatura è quindi buona norma che il sabbiatore indossi:
- tuta protettiva;
- scarpe antinfortunistica (per proteggere i piedi da eventuali cadute dei pezzi in lavorazione);
- guanti in pelle;
- corpetto protettivo (in materiale plastico flessibile);
- scafandro con ampia superficie trasparente (per permettere una buona visibilità) e condotto di rifornimento di aria pura (che viene mandata dal compressore e viene pulita in apposito filtro prima di entrare nello scafandro).

### Silice Libera Cristallina (SLC)
L'uso di abrasivi contenenti SLC è regolamentata in quanto è cancerogena e causa di silicosi. In Italia le aziende i cui lavoratori sono esposti a SLC devono pagare all'inail un premio supplementare per il rischio silicosi.
A causa della sua pericolosità, il d.lgs.272/99 all'articolo 50 comma 1 vieta espressamente la sabbiatura a secco con materiali contenenti SLC nel settore nautico.
In UK sono presenti restrizioni all'uso di sabbia silicea come abrasivo sin dal 1946 (Factories Act); negli US il NIOSH ne ha raccomandato la proibizione dal 1974

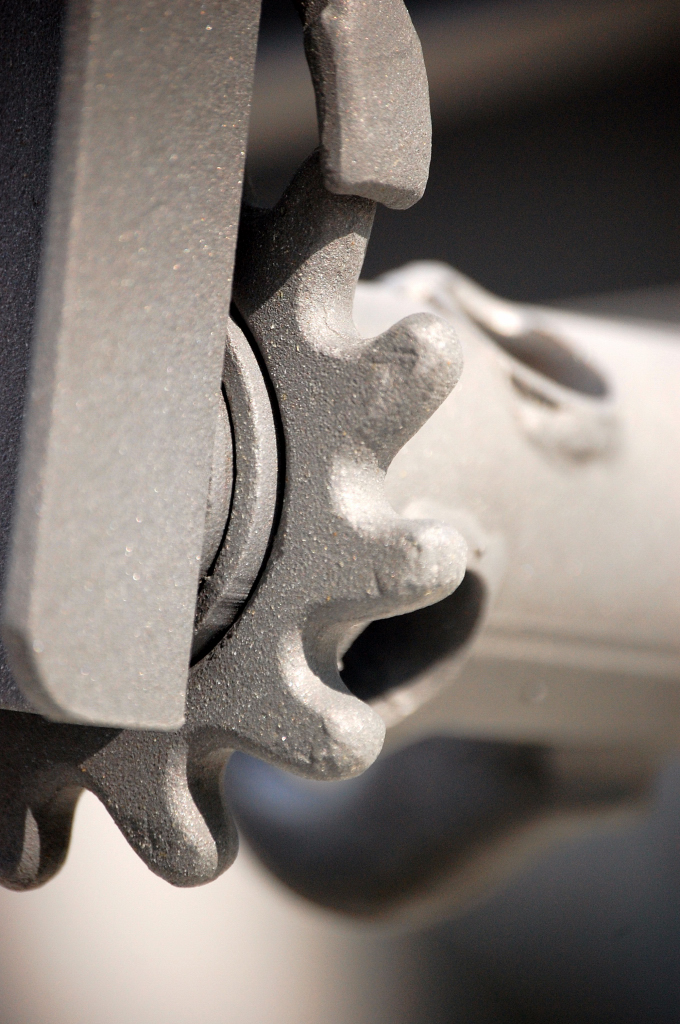
Sabbiatura su acciaio per rimuovere le impurità superficiali e migliorare l'aderenza della vernice da applicare.

## Ciclo di sabbiatura
Il singolo pezzo non ha bisogno di alcuna preparazione particolare per subire la sabbiatura, mentre componenti già assemblate potrebbero dover essere smontate per consentire di ripulire anche le superfici altrimenti non raggiungibili.
Una volta ben fissato (per evitare che si sposti sotto la spinta del getto) il pezzo può essere sabbiato. 

Direzionando il getto verso il pezzo e con passate uniformi, il sabbiatore ripulisce la superficie dalle impurità e dagli strati indesiderati, fino a conclusione dell'operazione, quando tutta la superficie da trattare è stata completamente ripulita. 
 Terminata la lavorazione di un oggetto si può passare immediatamente alla lavorazione di un successivo.
Durante la sabbiatura, il singolo granello di sabbia (o comunque di abrasivo) viene proiettato ad alta velocità sulla superficie da pulire. Nonostante la pressione del getto d'aria che trasporta il granello non sia particolarmente elevata, le piccole dimensioni del granello aumentano la pressione specifica sul punto d'impatto, staccando lo strato che si vuole rimuovere e riducendolo in polvere. A questo punto il granello, deviato dall'impatto, si allontana dall'oggetto sabbiato in uno o più pezzi. La graniglia usata viene spesso smaltita, ma alcuni impianti fissi sono in grado di raccoglierla e riutilizzarla (cosa non sempre possibile e/o conveniente).
Può capitare che lamiere sottili si deformino durante la sabbiatura. Questo è dovuto alla concentrazione della pressione ed all'aumento di temperatura dell'oggetto durante la sabbiatura.
Data l'elevata portata del getto di aria e sabbia, la produzione di polvere è molto alta; spesso è tale da creare una cortina che impedisce al sabbiatore di vedere il pezzo in lavorazione.

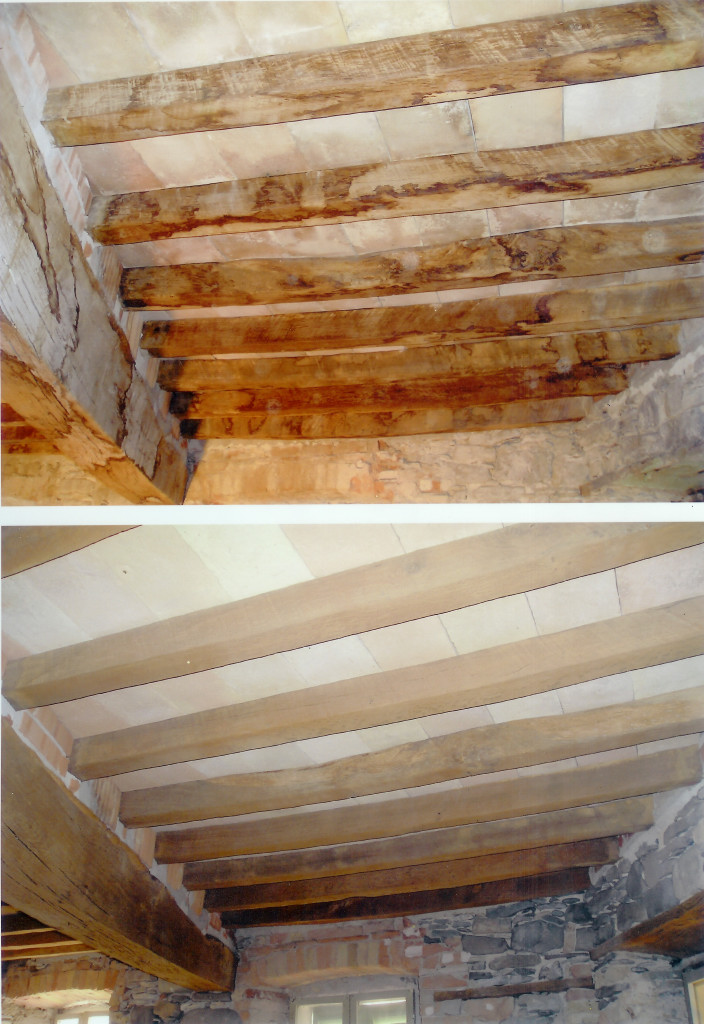
comparazione di sabbiatura di uno stesso soffitto in pianelle e travetti, eseguita prima ad acqua (sopra) e poi a secco (sotto) con impianto di aspirazione e decantazione delle polveri. Si noti la diversità di uniformità del risultato.

per ovviare a questo problema si può:
- creare una corrente d'aria che allontani la polvere dal sabbiatore;
- utilizzare la sabbiatura ad acqua: in tal caso si circonda il getto di aria/sabbia con un getto d'acqua, oppure si trasporta la sabbia non tramite aria ma tramite acqua (in modo concettualmente simile al taglio waterjet usato per le lamiere. Questo metodo ha tuttavia molti svantaggi:
  - necessita di una linea di approvvigionamento dell'acqua corrente;
  - richiede uno scarico per l'acqua che si raccoglie sul pavimento;
  - sommerge l'area (o la stanza) dove si sta sabbiando di fanghiglia, che quasi sempre dovrà essere rimossa;
  - sporca la superficie trattata della stessa fanghiglia, impedendo al sabbiatore di avere la piena percezione delle zone trattate e di quelle ancora da trattare;
  - se l'oggetto sabbiato è di metallo, il contatto con l'acqua riattiva immediatamente la sua ossidazione (già molto rapida in aria per gli oggetti di ghisa sabbiata);
- utilizzare un impianto di aspirazione e decantazione delle polveri: risolve tutti i problemi della sabbiatura ad acqua, ma necessita di apparecchiature appositamente costruite e piuttosto voluminose. Pur offrendo notevoli vantaggi, è ancora scarsamente diffuso nel campo della sabbiatura civile ed è più frequente nelle sabbiature leggere per la meccanica industriale.

Terminata la sabbiatura il pezzo deve essere ripulito dalla polvere (o eventualmente dal fango) prima di essere ricoperto. Per materiali metallici particolarmente sensibili all'ossidazione (come la ghisa) è opportuno provvedere al rivestimento superficiale prima possibile.

## Produttività
La sabbiatura è un procedimento piuttosto rapido perché consente velocità di lavorazione abbastanza alte per la media delle operazioni meccaniche comuni. Nonostante ciò bisogna segnalare che la velocità di esecuzione è molto influenzata dalla durezza e dallo spessore dello strato da rimuovere, ma anche dalla durezza del materiale sottostante; fattori che possono rendere la sabbiatura anche molto più lenta del normale. Per aumentare la produttività il sabbiatore può intervenire su alcuni parametri a seconda del singolo caso:
- dimensione dell'ugello:

un ugello più piccolo permette di concentrare il getto su una superficie più piccola, aumentando l'incisività della sabbiatura. Per contro diminuisce la larghezza delle passate. Un ugello più piccolo viene usato su materiali duri (sia come strato da rimuovere che come materiale sottostante) e con spessori del pezzo da sabbiare piuttosto elevati.
Un ugello più grande è invece da preferire quando il materiale da preservare è molto tenero e sarebbe troppo danneggiato da un getto concentrato (un caso tipico è dato dal legno di pioppo usato talvolta per i travetti dei solai).
- tipo di graniglia:

a differenza della pallinatura, con la quale si usano piccole sfere, nella sabbiatura il materiale abrasivo è di forma irregolare e spigolosa. Come suggerisce il nome stesso, si usa principalmente sabbia silicea, ma è possibile usare anche polvere di quarzite, bicarbonato di sodio, corindone o carburo di silicio.
Quanto più dura è la graniglia usata e tanto più la sabbiatura sarà incisiva su superfici dure. Anche questo parametro è strettamente legato alla durezza del materiale da preservare.
- dimensione della graniglia:

La dimensione tipica della sabbia per sabbiatura è variabile fra la 0/1 e la 0/3 (per cui i granelli hanno dimensione massima prossima, rispettivamente, a 1 mm e 0,250 mm.
Aumentando le dimensioni del granello aumenta la forza dell'impatto fra questo e l'oggetto sabbiato; si preferisce quindi una graniglia grossa quando si deve asportare strati teneri ancorati su materiali duri.